# Geometria de Riemann
Geometria de Riemann ou geometria Riemanniana é o ramo da geometria diferencial que estuda variedades de Riemann, variedades diferenciáveis (ou suaves) com uma métrica Riemanniana, i.e. com um produto interno sobre o espaço tangente em cada ponto que varia continuamente (ou suavemente) de ponto a ponto. Isto dá uma noção local particular de ângulo, comprimento de curvas, área de superfície, e volume. A partir disto, algumas outras grandezas globais podem ser obtidas por integração de contribuições locais.